# Edith de Inglaterra
Edith de Inglaterra (910 - 26 de enero del 946), también escrita Eadgyth, Ædgyth o Ēadgȳð (en inglés antiguo), o Edith, Edgith, Edgitha (en alemán), fue la hija de Eduardo el Viejo (rey de Inglaterra) y de Elfleda de Wessex; y la primera esposa de Otón I, que luego será emperador del Sacro Imperio.

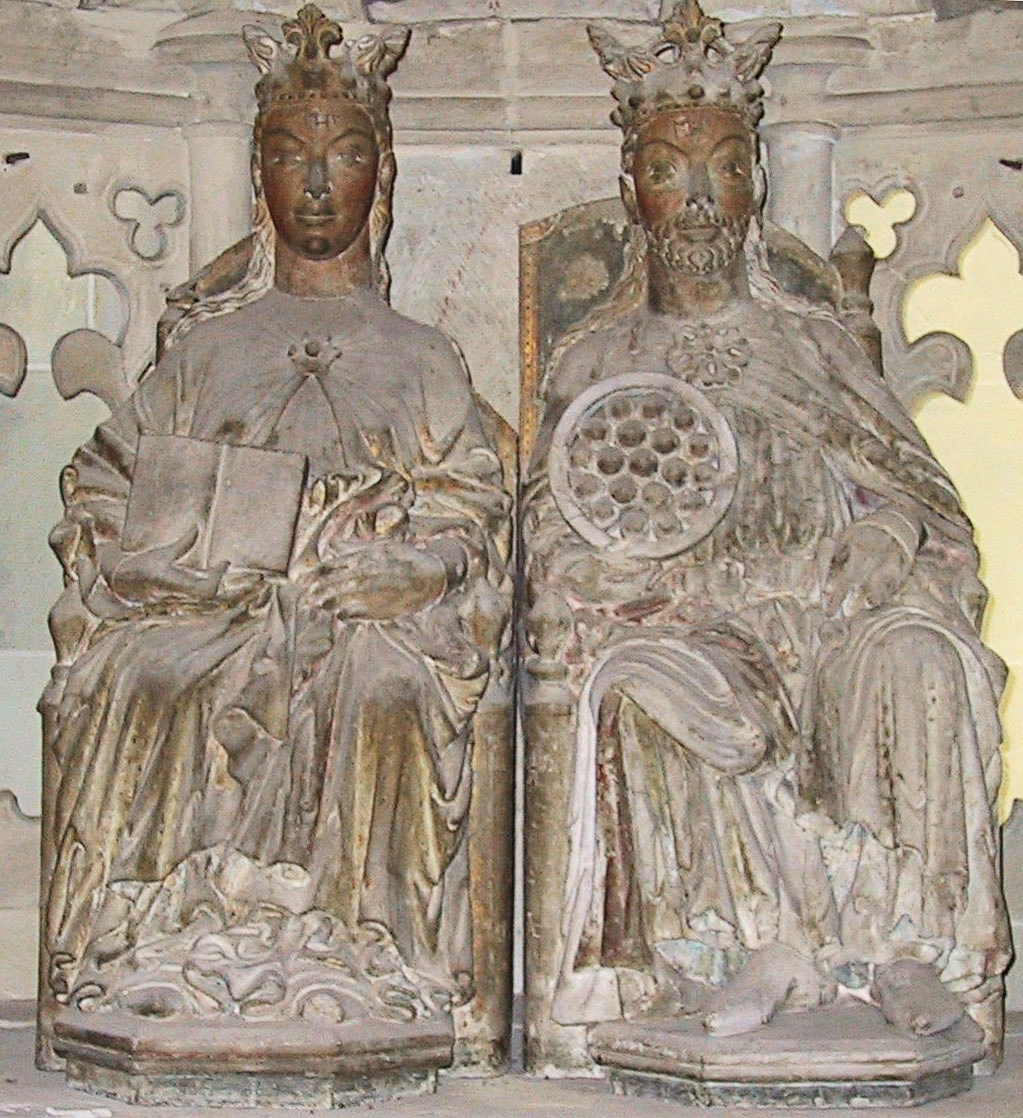
Estatua en la Catedral de Magdeburgo que generalmente se supone que representa a Otón y Edith.

## Vida
Sus abuelos paternos fueron Alfredo el Grande (rey de Wessex) y su esposa Ethelswitha.
Con el fin de sellar una alianza entre dos reinos sajones, su medio hermano, el rey Athelstán de Inglaterra (c. 895 – 27 de octubre del 939), envió a dos de sus hermanas a Alemania, diciéndole al duque de Sajonia (más tarde Otón I, emperador del Sacro Imperio) que seleccionara la que más le agradara. Otto eligió a Edith y se casó con ella en el 929.
La hermana restante, Algiva o Adiva, estuvo casada con un «rey cerca de las montañas Júpiter» (los Alpes). La identidad precisa de esta hermana es objeto de debate. Pudo haber sido Edgiva de Wessex, quien se casó con el rey Carlos III de Francia, u otra persona desconocida para la historia.
Al igual que su hermano Athelstan, Edith se dedicó al culto de san Osvaldo de Northumbria y —después de su matrimonio con el futuro emperador— fue un elemento clave en la introducción de esta devoción en Alemania. Su duradera influencia puede haber causado que ciertos monasterios e iglesias de Sajonia se dedicaran a este santo.

## Hijos
Los hijos de Edith y Otón fueron:
1. Lutgarda, que se casó con Conrado el Rojo (922-955), de Lorena.
2. Liudolfo de Suabia (930 al 6 de septiembre del 957).

## Tumba
Su tumba se encuentra en la catedral de Magdeburgo. En 2008, durante los trabajos de arqueología en el edificio, se encontró un ataúd de plomo dentro de un sarcófago de piedra que tenía grabado su nombre. Una inscripción decía que era el cuerpo de Edgyth, que había sido reenterrado en 1510.
Los restos se examinaron en 2009, y en 2010 se llevaron a Bristol (Inglaterra) para realizar más pruebas. Científicos de la Universidad de Bristol comprobaron, mediante pruebas sobre el esmalte dental por medio del tecnecio-99m (un isótopo del tecnecio), que nació y se crio en Wessex y Mercia, tal como ha sugerido la historia. Un portavoz de la universidad afirmó que los huesos constituían los restos humanos sobrevivientes más antiguos de la Familia Real Británica.